# Kurt Hahne
Kurt Otto Hahne (* 4. Februar 1907 in Berlin; † 30. April 1985 in Hamburg) war ein deutscher Filmproduktionsleiter mit zwei Ausflügen als Drehbuchautor.

## Leben und Wirken

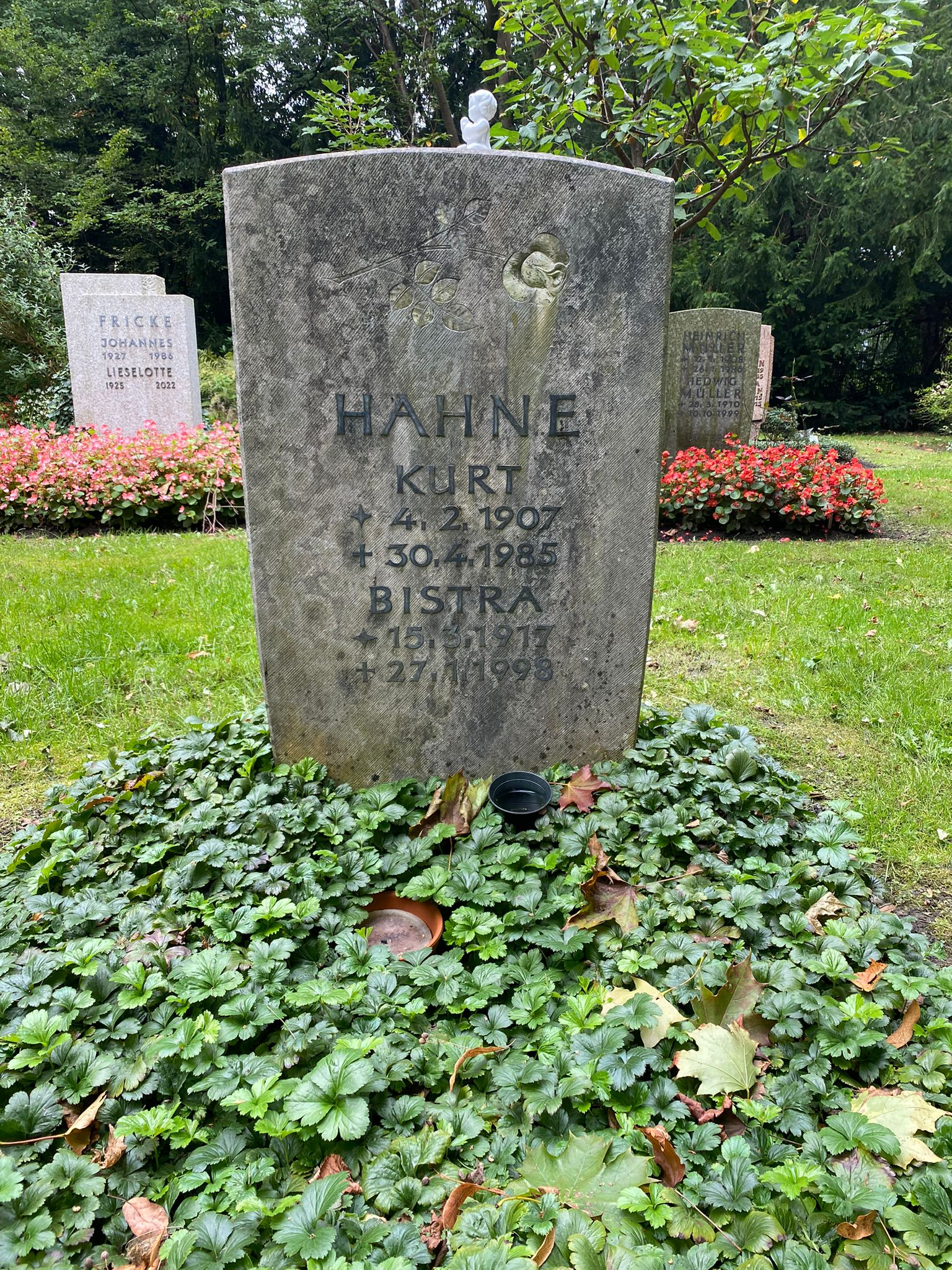
Grabstätte auf dem Friedhof Ohlsdorf

Der Sohn des Gastwirts Karl Hahne und seiner Frau Margarete, geb. Fricke, durchlief zwischen 1921 und 1923 eine praktische Lehre bei der Justitz-Film von Emil Justitz und arbeitete anschließend, 1923/24, als Kameraassistenz bei der Eichberg-Film Richard Eichbergs. Von 1924 bis 1926 erhielt Hahne eine Ausbildung im Verleih der Sphinx A.G. und wurde anschließend, bis 1932, als Leiter der Auslandsabteilung der Hisa-Film übernommen. Dieselbe kleine Firma überantwortete dem Berliner in den Jahren 1933 bis 1938 deren Geschäftsführung. In eben dieser Position war Kurt Hahne in den ersten Kriegsjahren von 1939 bis 1941 bei der Filmexport GmbH und als Produktionsleiter bei der Märkischen Film GmbH eingestellt. In den verbleibenden Kriegsjahren 1942 bis 1945 wirkte Kurt Hahne als Produktionsleiter bei der Berlin-Film.
Die Nachkriegszeit begann für den in Berlin-Charlottenburg (Westen der Stadt) lebenden Filmfachmann als Herstellungsgruppenleiter bei der ostzonalen DEFA. Hier zeichnete er für den produktionstechnischen Ablauf einiger bekannter Filme wie Wozzeck, Und wieder 48, Semmelweis – Retter der Mütter und Das Beil von Wandsbek verantwortlich. 1951 ging Hahne nach München und wirkte fortan für die dortige Herzog-Film als Produktionsleiter. Filmhistorische Bedeutung erlangte Kurt Hahne 1967, als er inmitten des Kalten Kriegs im Auftrag des Hamburgers Walter Koppel mit dem Lustspiel Die Heiden von Kummerow und ihre lustigen Streiche die erste innerdeutsche Filmproduktion auf die Beine stellte. Er starb 1985 in Hamburg. Seine letzte Ruhestätte fand er auf dem Friedhof Ohlsdorf in der Nähe von Kapelle 9.
Hahne war von 1935 bis zur Scheidung 1946 mit Gertrud, geb. Gerdes, verheiratet.

## Filmografie
als Filmproduktionsleiter, Produzent oder Herstellungsleiter
- 1946: Freies Land (auch Drehbuchmitarbeit)
- 1947: Wozzeck
- 1948: Und wieder 48
- 1949: Der Auftrag Höglers
- 1950: Semmelweis – Retter der Mütter
- 1951: Das Beil von Wandsbek
- 1959: … und noch frech dazu!
- 1960: Jenseits des Rheins
- 1967: Die Heiden von Kummerow und ihre lustigen Streiche (auch Drehbuchmitarbeit)